# ЦЭС (Хабаровский край)
ЦЭС — посёлок сельского типа в Верхнебуреинском районе Хабаровского края. Входит в состав городского поселения «Посёлок Чегдомын».

## География
Посёлок ЦЭС стоит на левом берегу реки Ургал, ниже устья реки Чегдомын (левый приток Ургала).
Через посёлок ЦЭС проходит автомобильная и железная дорога, соединяющая посёлок Ургал с Чегдомыном (через посёлок Весёлый).
Расстояние до Чегдомына 12 км (на восток), до Ургала 10 км (на запад).

## Население
| 1992 | 2002  | 2010 | 2011 | 2012 | 2013 | 2014 |
| ---- | ----- | ---- | ---- | ---- | ---- | ---- |
| 1600 | ↘1257 | ↘983 | →983 | ↘977 | ↘970 | ↗990 |
| 2015 | 2016  | 2017 | 2018 | 2019 | 2020 | 2021 |
| ↘965 | ↘936  | ↗939 | ↘922 | ↘885 | ↘868 | ↗905 |
| 2023 |       |      |      |      |      |      |
| ↗946 |       |      |      |      |      |      |